# 西武蔵村
西武蔵村（にしむさしむら）は、大分県東国東郡にあった村。現在の国東市の一部にあたる。

## 地理
国東半島東部の両子山南東斜面、安岐川支流・両子川流域に位置していた。

## 歴史
- 1889年（明治22年）4月1日、町村制の施行により、東国東郡両子村、富清村、糸永村が合併して村制施行し、西武蔵村が発足[1][2]。旧村名を継承した両子、富清、糸永の3大字を編成[2]。
- 1918年（大正7年）1月、電気点灯[2]。
- 1954年（昭和29年）3月31日、東国東郡安岐町、西安岐町、南安岐村、朝来村、奈狩江村（一部）と合併し安岐町が存続して廃止された[1][2]。

## 産業
- 農業、養蚕、木材、木炭、竹材、椎茸[2]